# Fußschwäche
Fußschwäche ist eine Folge von Bewegungsmangel, der sich häufig aus dem Lebensstil in den Industrieländern ergibt. Die Fußmuskulatur erfährt zu wenig Trainingsreiz und ist deshalb nicht in der Lage, die Fußgewölbe vollständig aufzubauen. Fußschwäche stellt einen Risikofaktor dar, in späteren Jahren Rücken- und Knieprobleme zu entwickeln.
Bei Kindern und Jugendlichen zeigt sich die Unterentwicklung des Fußmuskulatur als Senkfuß und/oder Spreizfuß. Oftmals wird die Fußschwäche dadurch überwunden, dass Freizeitsport, Barfußlaufen und Fußgymnastik regelmäßig praktiziert werden und die Muskulatur dadurch ihren Entwicklungsrückstand aufholt. Aus diesem Grund sollte der Spaß der Kinder am Barfußgehen auf keinen Fall unterdrückt werden.